# Francesco Corvi
Francesco Corvi (Sabbioneta, 5 novembre 1808 – post 1886) è stato un patriota e militare italiano.

## Biografia
Francesco Corvi nacque a Ponteterra una frazione di Sabbioneta e giovanissimo abbracciò gli ideali del risorgimento italiano. Combatté nella prima guerra di indipendenza del 1848 e nella difesa della Repubblica romana del 1849. Con il grado di maggiore seguì nuovamente Giuseppe Garibaldi nei Cacciatori delle Alpi e prese parte alla seconda guerra di indipendenza del 1859. 
Nel 1860 partecipò alla liberazione dell'Italia meridionale dal dominio borbonico e terminato il conflitto optò per l'arruolamento nell'esercito regio. Nel 1865 con il grado di luogotenente colonnello comandò il circondario militare di Siracusa.
Nel maggio del 1866 in previsione della guerra contro l'Austria fu nominato comandante del 10º Reggimento del Corpo Volontari Italiani di Giuseppe Garibaldi. La sua nomina fu subito avversata dal Generale che, scrivendo a Benedetto Cairoli, presidente della commissione militare atta a valutare gli arruolamenti nel costituendo Corpo, lo invitava a non affidargli nessun comando di unità in quanto informato negativamente riguardo alla sua persona.
Con lo scoppio della terza guerra di indipendenza comandò il Reggimento che fu impiegato prettamente a Gargnano nella difesa della sponda occidentale del lago di Garda e del Monte Nota a Tremosine. A fine agosto, a guerra ormai conclusa, su insistenza di Garibaldi rassegnò le dimissioni dal Corpo a causa del malcontento diffuso tra i suoi volontari.
Nel corso della sua carriera fu insignito della medaglia d’argento al valor militare e del titolo di cavaliere dell'ordine militare di Savoia.